# Деркач, Василий Андреевич
Василий Андреевич Деркач (1921 г, СССР, Нежинский район, Черниговская област - неизвестно) — советский хозяйственный деятель, Герой Социалистического Труда.

## Биография
Родился в 1921 году в селе Галица. Член КПСС.
В 1935—1941 гг. — колхозник в Нежинском районе Черниговской области Украинской ССР.
Участник Великой Отечественной войны: стрелок 2-го стрелкового батальона 151-го гвардейского стрелкового полка 52-й гвардейской стрелковой дивизии
В 1946—1985 гг. — председатель колхоза имени Сталина / имени Котовского Нежинского района Черниговской области Украинской ССР.
Указом Президиума Верховного Совета СССР от 28 августа 1953 года присвоено звание Героя Социалистического Труда с вручением ордена Ленина и золотой медали «Серп и Молот».
Умер после 1985 года в селе Круты.

## Награды и звания
- Герой Социалистического Труда (28.08.1953)
- Орден Ленина (28.08.1953, 23.06.1966)
- Орден Отечественной войны I степени (06.04.1985)
- Орден Трудового Красного Знамени (23.04.1952)
- Орден Знак Почёта (26.02.1958)